# دران أباد (اسماعيلي كرمان)
دران أباد (بالفارسية: دران‌آباد) هي قرية تقع في إيران في منطقة إسماعيلي. يقدر عدد سكانها بـ 180 نسمة .